# Liste des films et séries d'animation Lego
Cet article liste les films et séries d'animation tirées de la licence Lego et produits ou distribués par The Lego Group et Lego System A/S. Elle ne traite pas des brickfilms amateurs.
Même si la filiale cinématographique Lego System A/S est créée en 2016, Lego Group continue de produire des vidéofilms et quelques courts-métrages sous ce nom.

## Films

### Cinéma
- 2014 : La Grande Aventure Lego (The Lego Movie) de Phil Lord et Chris Miller
- 2017 : Lego Batman, le film (The Lego Batman Movie) de Chris McKay
- 2017 : Lego Ninjago, le film (The Lego Ninjago Movie) de Charlie Bean
- 2019 : La Grande Aventure Lego 2 (The Lego Movie 2: The Second Part) de Mike Mitchell et Trisha Gum
- 2024 : Piece by Piece de Morgan Neville (en)

### Vidéofilms
- 2003 : Bionicle : Le Masque de Lumière (Bionicle: Mask of light - The Movie) de Terry Shakespeare et David Molina
- 2004 : Bionicle 2 : Les Légendes de Metru Nui (Bionicle 2: Legends of Metrui Nui) de Terry Shakespeare et David Molina
- 2005 : Bionicle 3 : La Menace de l'ombre (Bionicle 3: Web of shadows) de Terry Shakespeare et David Molina
- 2009 : Bionicle : La légende renaît (Bionicle: The Legend Reborn) de Mark Baldo
- 2010 : Lego : Les Aventures de Clutch Powers (Lego: The Adventures of Clutch Powers) de Howard E. Baker
- 2010 : Lego Hero Factory : L'Ascension des débutants (Lego Hero Factory: Rise of the Rookies) de Mark Baldo
- 2011 : Lego Hero Factory: Savage Planet de Howard E. Baker
- 2013 : Lego Batman, le film : Unité des super héros (Lego Batman: The Movie - DC Super Heroes Unite) de Jon Burton
- 2013 : Lego Marvel Super Heroes: Maximum Overload
- 2015 : Lego DC Comics Super Heroes - La Ligue des justiciers : L'Attaque de la Légion maudite (Lego DC Comics Super Heroes: Justice League: Attack of the Legion of Doom) de Rick Morales
- 2015 : Lego DC Comics Super Heroes : La Ligue des justiciers contre la Ligue des Bizarro de Brandon Vietti
- 2016 : Lego DC Comics Super Heroes - La Ligue des justiciers : L'Affrontement cosmique de Rick Morales
- 2016 : Lego DC Comics Super Heroes - La Ligue des justiciers : S'évader de Gotham City (Lego Comics Super Heroes: Justice League – Gotham City Breakout) de Matt Peters et Melchior Zwyer
- 2016 : Lego Friends : Pop Star, le concept de l'année ! (Lego Friends Girlz 4 life) de Darren Campbell et Christian Cheschire
- 2016 : Lego Scooby-Doo : Le Fantôme d'Hollywood (Lego Scooby-Doo!: Haunted Hollywood) de Rick Morales
- 2017 : Lego Scooby-Doo : Mystère sur la plage (Lego Scooby-Doo! Blowout Beach Bash) d'Ethan Spaulding (en)
- 2017 : Lego DC Super Hero Girls : Rêve ou Réalité de Todd Grimes
- 2018 : Lego DC Comics Super Heroes: Aquaman: Rage of Atlantis (en)
- 2018 : Lego DC Comics Super Heroes: The Flash (en)
- 2018 : Lego DC Super Hero Girls : Le Collège des super-méchants d'Elsa Garagarza
- 2019 : Lego DC Batman : Une histoire de famille (en) (Lego DC Batman: Family Matters)
- 2020 : Lego DC Shazam! : Monstres et Magie de Matt Peters

### Téléfilms
- 2010 : Lego Atlantis: The Movie de Mark Baldo
- 2011 : La Menace Padawan (en) de David Scott (The Padawan Menace)
- 2012 : L'Empire en vrac (en) de Guy Vasilovich (The Empire Strikes Out)
- 2014 : Lego DC Comics: Batman Be-Leaguered de Rick Morales
- 2015 : Marvel Super Heroes : Avengers, tous ensemble ! de Rob Silvestri
- 2015 : Lego Scooby-Doo : Terreur au temps des chevaliers de Rick Morales
- 2015 : Elves: Unite the magic de Rune Christensen
- 2017 : Lego DC Super Hero Girls: Galactic Wonder
- 2017 : Lego Marvel Super Heroes – Guardians of the Galaxy: The Thanos Threat
- 2018 : Lego Marvel Super Heroes - Black Panther: Trouble in Wakanda
- 2018 : Lego Marvel Spider-Man: Vexed by Venom
- 2020 : Lego Star Wars : Joyeuses fêtes (The Lego Star Wars Holiday Special) de Ken Cunningham.
- 2020 : Lego Marvel Avengers : L'Énigme Climatique
- 2021 : Lego Star Wars : Histoires terrifiantes (Lego Star Wars: Terrifying Tales) de Ken Cunningham.
- 2021 : Lego Marvel Avengers : L'Entrée de Loki
- 2022 : Lego Marvel Avengers : Le Tunnel Quantique
- 2023 : Lego Marvel Avengers : Code Rouge

### Courts-métrages
Distribution
- 2007 : Barraki: Creeps from the deep de Christian Faber
- 2007 : Bionicle: Toa Mahri de Christian Faber et Jan Kjær
- 2008 : Bionicle: The Final Battle Animation de Christian Faber et Jan Kjær
- 2008 : Bionicle Retrospectrive de Howard E. Baker

Production
- 2001 : Monty Python and the Holy Grail in Lego de Tim Drage et Tony Mines
- 2001 : Jack Stone de Robert Dorney
- 2005 : Lego Star Wars: Revenge of the Brick (en) de Royce Graham
- 2005 : Bionicle: Shadow Play de Billy Jones et Craig Russo
- 2009 : Lego Star Wars: The Quest for R2-D2 (en) de Peter Pedersen (en)
- 2007 : Barraki: Creeps from the deep de Christian Faber
- 2007 : Bionicle: Toa Mahri de Christian Faber et Jan Kjær
- 2008 : Bionicle: The Final Battle Animation de Christian Faber et Jan Kjær
- 2008 : Bionicle Retrospectrive de Howard E. Baker
- 2008 : Lego Indiana Jones (en) (Lego Indiana Jones and the Raiders of the Lost Brick) de Peter Pedersen (en)
- 2009 : Metus' Revenge de Mak Baldo
- 2010 : Lego Star Wars: Bombad Bounty de Peter Pedersen (en)
- 2010 : Lego Clutch Powers: Bad Hair Day de Howard E. Baker
- 2010 : Lego Prince of Persia Mini Movie
- 2014 : Tout un monde de rêves à construire
- 2014 : Enter the Ninjago
- 2015 : Top Gear
- 2016 : The Master de Jon Saunders
- 2017 : Batmersive VR Experience (réalité virtuelle)
- 2017 : Movie sound effects: How do they do that?
- 2017 : Dark Hoser
- 2017 : Cooking with Alfred
- 2017 : Batman is just not that into you
- 2017 : Movie Sound Effects: How Do They Do That?
- 2017 : hich Way to the Ocean?
- 2017 : Zane's Stand Up Promo
- 2018 : Emmet's Holiday Party: A Lego Movie Short

### Attractions
- 2010 : Lego City: A Clutch Powers 4-D Adventure de Howard E. Baker
- 2016 : The Lego Movie: 4D - A New Adventure (en) de Rob Schrab

## Séries

### Séries télévisées
Distribution
- 2000 : Bionicle: Bohrok Animations
- 2003 : Bionicle: Bohrok-Kal Animations
- 2010 : Hero Factory (en)

Production
- 1987 : Édouard et ses amis (en)
- 2010 : Hero Factory (en)
- 2011 : Ninjago : Les Maîtres du Spinjitzu (210 épisodes)
- 2011 : Lego City
- 2012 : Lego Friends
- 2013 : La légende de Chima (en)
- 2013 : Lego Star Wars : Les Chroniques de Yoda
- 2014 : Mixels
- 2015 : Nexo Knights
- 2015 : Lego Star Wars : Les Contes des Droïdes
- 2016 : Lego Star Wars : L'aube de la Résistance
- 2016 : Star Wars : Les Aventures des Freemaker
- 2016 : Lego Bionicle: The Journey to One (en)
- 2016 : Lego La Reine des neiges : Magie des aurores boréales
- 2016 : Lego Jurassic World : L'Évasion de l'Indominus (en) (1 épisode)
- 2016 : Lego Friends : Le Pouvoir de l'amitié (Lego Friends: The Power of Friendship)
- 2016 : Lego Elves
- 2017 : Unikitty!
- 2017 : Lego Elves : Secrets d'Elvendale (Lego Elves: Secrets of Elvendale)
- 2018 : Lego Star Wars: All-Stars
- 2018 : Lego Jurassic World : l'expo secrète (en) (2 épisodes)
- 2019 : Lego City Adventures (en) (65 épisodes)
- 2019 : Lego Jurassic World : la légende d'isla nublar (en) (13 épisodes)
- 2020 : Monkie Kid (40 épisodes)
- 2023 : Ninjago : Le Soulèvement des Dragons (20 épisodes)
- 2023 : Dreamzzz (20 épisodes)

### Mini-série
- 2013-2014 : Lego Le Seigneur des anneaux (3 épisodes)

### Webséries
Distribution
- 2008 : Piraka Online Animations
- 2011 : Lego Ninjago
- 2014 : Lego Bionicle Online Animations
- 2015 : Lego Elves (Lego Elves Webepisodes)

Production
- 2014 : Lego Friends
- 2015 : Lego Scooby-Doo
- 2015 : Lego Nexo Knights